# Свети Илия (Княжево)
„Свети Илия“ е православна църква на Софийската епархия на Българската православна църква, разположена в квартал Княжево.

## История
Зад днешната църква се намира Бали ефенди тюрбе, което според преданието е построено от султан Селим II.
Източник за историята на храма са ръкописните бележки от 20-те години на свещеноиконом Стефан Попминев, ръкоположен за енорийски свещеник на Княжево през 1914 година. След създаването на Княжество България в 1878 година жителите на село Бали ефенди (името на Княжево до 1881 година) продължават да се черкуват в съседните села Горна Баня и Бояна. В 1886 – 1887 година софиянците Стефан Зографски, член на Касационния съд, Димитър Шишков и Иван Грозев, които имат имоти в Княжево, се събират заедно с някои някои от първенците на Княжево: М. Попов, Геле Митрев, Спас Митрев, Андро Тодоров, Иван п. Тодоров, В. Станоев и други и решават за подемат инициатива за построяване на църква. Решено е църквата да е на мястото на старата джамия до тюрбето, която е разрушена към 1886 година.
Основният камък на църквата е положен на 4 юли 1888 година. Събирането на средства и съответно и стротелството вървят бавно. Отец Стефан Попминев споменава имената на майсторите Веле Димов, Д. Петров и Алекси Мирчев. Готовият храм е осветен на Илинден, 20 юли 1893 година от митрополит Партений Софийски в присъстваето на министър-председателя Стефан Стамболов, Константин Стоилов и кмета на София Димитър Петков. Изписването на храма става доста по-късно и е дело на художниците Кирил Кънчев и Жечко Мандов.
Първи временен свещеник в храма е отец Георги Кузманов, а след него до 1897 година свещеник Иван С. Иванов. От 1898 година енорийски свещеник на Боянската енория е Мина Лазаров. През 1914 година синът му дякон Стефан Попминев е ръкоположен за енорийски свещеник на Княжево, а баща му остава свещеник в Бояна.
През 2023 година тържествено е отбелязана 130-тата годишнина от освещаването на храма.

## Описание
Архитектурата на църквата е самобитна. Има голям централен островърх купол, който е добре пропорциониран, а около него има многобройни малки островърхи куполчета с декоративна функция.
Иконостасът в храма е дело на дебърския майстор Алекси Мирчев. Синът му Нестор Алексиев изработва владишкия трон и това е първото самостоятелно дело на големия майстор. Дело на друг дебърски майстор Саве Попбожинов са убрусът, царските двери и малките олтарни икони – деянията, на горния ред на иконостаса.
В храма има изграден параклис на свети пророк Елисей.
В двора на църквата се намира гробът на Маркианополския епископ Константин.